# Tamandaré
Tamandaré is een gemeente in de Braziliaanse deelstaat Pernambuco. De gemeente telt 18.999 inwoners (schatting 2009).
De gemeente grenst aan Rio Formoso, Sirinhaém, Barreiros en Água Preta.